# Lacour et Cie
Lacour et Cie war ein französischer Hersteller von Automobilen.

## Unternehmensgeschichte
Das Unternehmen aus Paris begann 1912 mit der Produktion von Automobilen. Der Markenname lautete Lacour. 1914 endete die Produktion. Es gab eine Verbindung zu Lurquin-Coudert.

## Fahrzeuge
Das einzige Modell war ein Cyclecar. Es war mit einem V2-Motor ausgestattet, der 9 PS leistete. Das Friktionsgetriebe verfügte über sechs Gänge. Die Kraftübertragung erfolgte mittels Riemen.